# Distretto di Yunlong
Il distretto di Yunlong (云龙区S, Yúnlóng QūP) è un distretto della Cina, situato nella provincia di Jiangsu e amministrato dalla prefettura di Xuzhou.